# Institutet för kroatiska språket och lingvistik

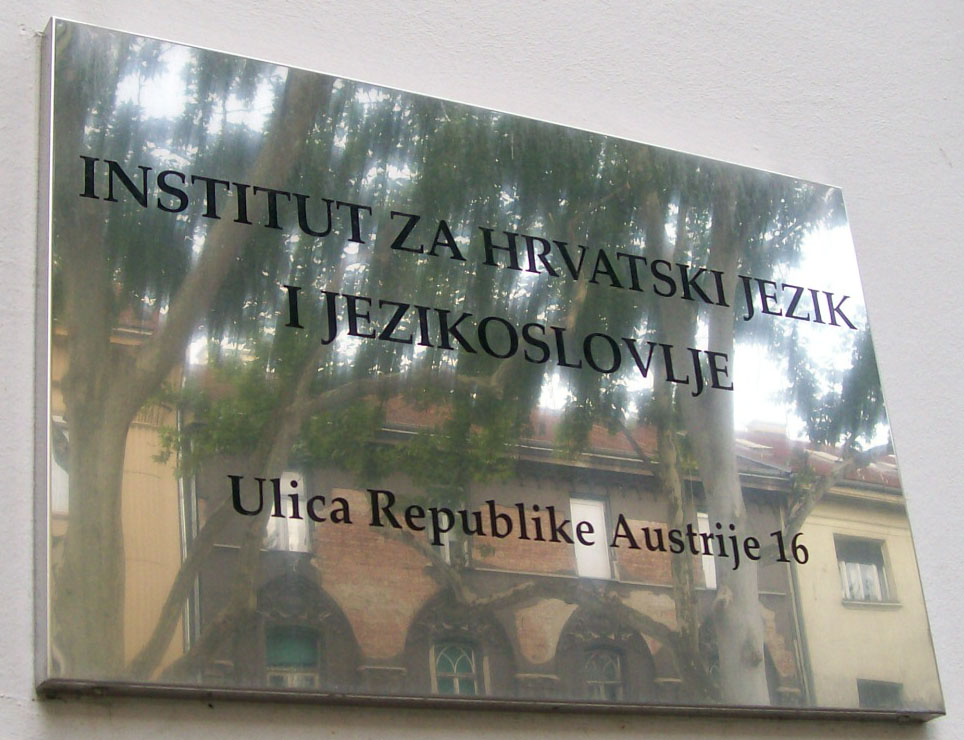
Institutet för kroatiska språket och lingvistik

Institutet för kroatiska språket och lingvistik (kroatiska: Institut za hrvatski jezik i jezikoslovlje) är en vetenskaplig institution i Kroatien som arbetar med språkvård, utför vetenskapliga studier av det kroatiska språket samt utger publikationer.
Institutionen grundades 1948 och har varit verksamt under nuvarande namn sedan 1997.